# Sicyoniidae
Sicyoniidae (лат.) — семейство десятиногих раков (Decapoda) из надсемейства Penaeoidea подотряда Dendrobranchiata. Включает 2 рода и около 50 видов.

## Описание
Тело толстое, коренастое. Интегумент жёсткий, опушённый. Рострум вооружён дорсальными и обычно вершинными зубцами, вентральные зубцы отсутствуют, короткие, превосходят или по крайней мере достигают корнеа, но не достигают усикового педункула. Карапакс без посторбитального, бранхиостегального и птеригостомиального шипов, с антеннальным шипом или без него; шейная борозда очень слабая или отсутствует; бранхиокардиальный киль сильный или едва отчётливый. Плеон отмечен поперечными бороздками, часто бугорчатыми. Глаз с оптическим калатусом, сочленённым непосредственно с базальным сегментом стебелька, промежуточный сегмент не виден, без мезиального бугорка; базальный сегмент без глазной чешуи; глазная пластинка со стилиформным мезиальным выступом. Антеннулы с рудиментарной прозартемой, жгутики короткие, цилиндрические. Плеоподы с третьей по пятую одночлениковые, без эндоподов (уникально для Penaeoidea). Экзопод на первом максиллипеде, отсутствует на втором и третьем максиллипедах и всех перейоподах. Плевробранхии только на IX сомите; рудиментарная артробранхия на VII сомите, две артробранхии на сомитах с VIII по XIII, передневентральная на XIII рудиментарная; подобранхии на втором максиллипе; эпиподы на первом и втором максиллипедах и первых трёх перейоподах. Эпиподы присутствуют на перейоподах 1—3, разветвлённые или листовидные. Петазма закрытая, её боковые доли сильно склеротизированы. Вторые плеоподы у самцов несут только appendix masculina. Теликум закрыт. Уроподы с экзоподитом, несущим дистолатеральный шип. Тельсон вооружён парой боковых фиксированных субтерминальных шипов.
Представители этого семейства, иногда называемые скальными креветками, обычно имеют хорошо окостеневший экзоскелет. На дорсальной средней линии карапакса и брюшка имеется киль, часто с заметными зубцами. Рострум хорошо заметен. При жизни эти креветки зарываются в песок или ракушечник. Они съедобны, и их промысел ведётся во многих районах с тёплым климатом по всему миру.

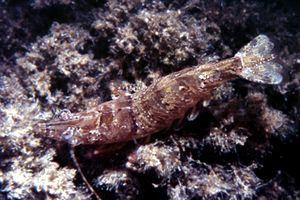
Sicyonia carinata
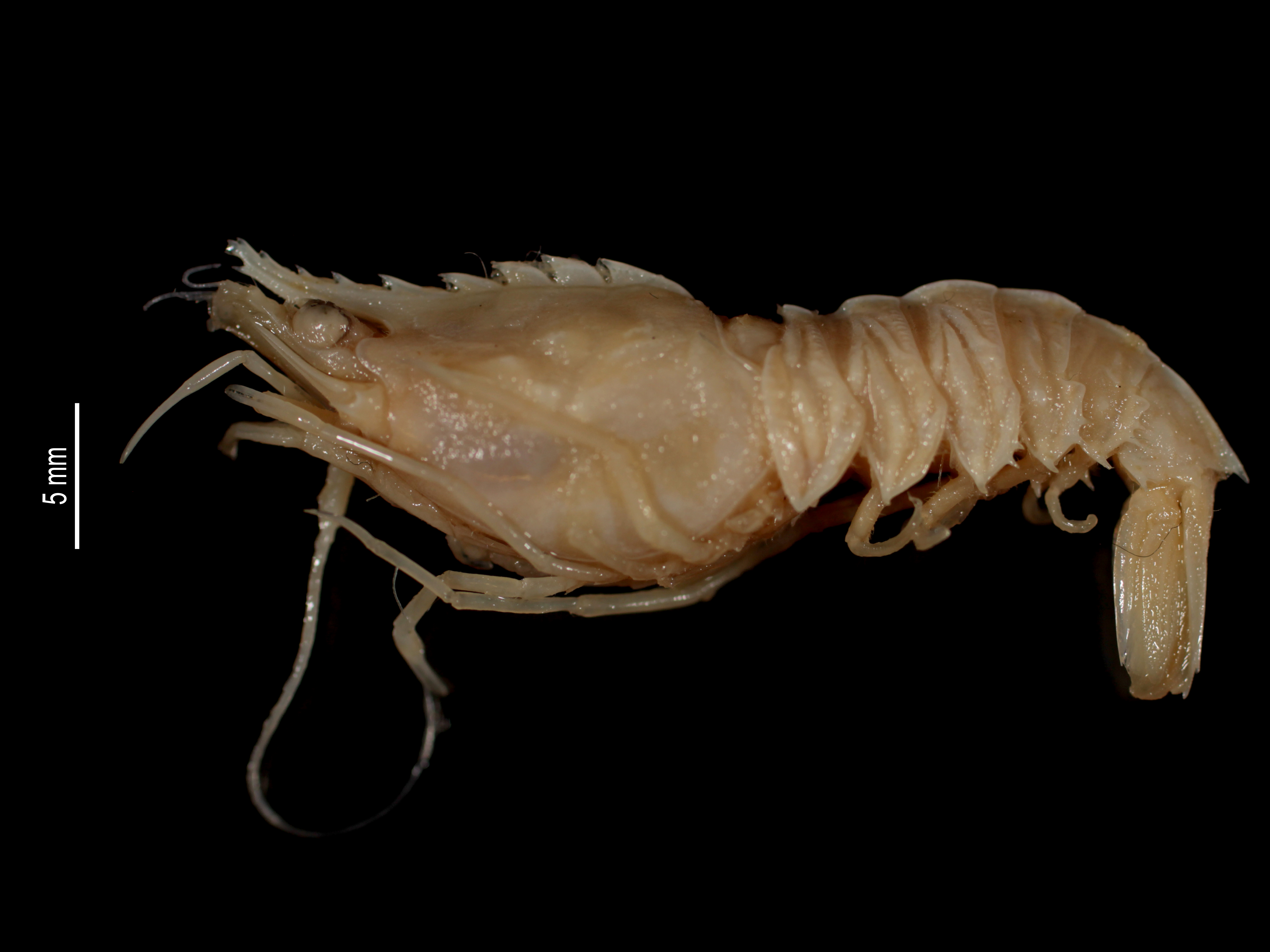
Sicyonia lancifera

## Классификация
Включает 2 рода и около 50 видов. Семейство впервые было выделено в 1898 году американским карцинологом Арнольдом Эдуардом Ортманом (1863—1927) и более ста лет оставалось монотипическим, пока в 2013 году не был открыт ископаемый род †Mexicania.
- Sicyonia H. Milne Edwards, 1830[5]
- †Mexicania Garassino, Vega, Calvillo-Canadell, Cevallos-Ferriz & Coutiño, 2013[6]
  - †Mexicania grijalvaensis Garassino, Vega, Calvillo-Canadell, Cevallos-Ferriz & Coutiño, 2013 (меловой период, Мексика)